# Jhon Jairo Rincón
Jhon Jairo Rincón (Pereira, Risaralda, Colombia; 15 de agosto de 1987) es un futbolista colombiano. Juega de portero.

## Trayectoria
Su debut fue en el equipo Once Caldas siendo emergente de Juan Carlos Henao y en algunas temporadas de Luis Enrique Neco Martínez, para el 2013 hace parte de la plantilla del equipo Real Cartagena de la segunda división del FPC.

## Clubes
| Club           | País     | Año         |
| -------------- | -------- | ----------- |
| Once Caldas    | Colombia | 2010 - 2012 |
| Real Cartagena | Colombia | 2013        |

## Palmarés

### Campeonatos nacionales
| Título              | Club        | País     | Año  |
| ------------------- | ----------- | -------- | ---- |
| Torneo Finalización | Once Caldas | Colombia | 2010 |

- Datos: Q5930949